# 愛德華·霍桑
歐內斯特·愛德華·霍桑（英語：Ernest Edward Hawthorn，1878年—1951年12月4日），是一名英格蘭男子羽球運動員，出生於蘇塞克斯。
愛德華·霍桑在參與羽球比賽后，加入了水晶宮羽球俱樂部。在第一次世界大戰之前，他是一位傑出的球員，贏得了兩項全英羽球錦標賽冠軍。包括1911年與波西·道格拉斯·費頓搭檔雙子雙打，及1912年與海柔兒·賀加斯搭檔混合雙打。1928年退休後，他成為羽球協會的副主席，並於1936年至1947年擔任主席。他於1951年12月4日在肯特郡貝肯漢姆的家中去世，享年73歲。